# Янов, Вит
Вит Я́нов (чеш. Vít Jánov; род. 25 декабря 1987, Яблонец-над-Нисоу, Северочешский край) — чешский биатлонист, бронзовый призёр этапа Кубка мира 2012/13 в Сочи в составе эстафетной сборной Чехии.
Завершил карьеру.

## Биография
Вит Янов родился в 1987 году в чешском городе Яблонец-над-Нисоу. Здесь же в 2000 году начал заниматься биатлоном в клубе Skp Jablonex. С 2005 года Вит начал привлекаться в состав сборной Чехии. Первым крупным международным стартом стало выступление на этапе Кубка Европы в австрийском городе Обертиллиах. Параллельно с выступлением на Кубке Европы Вит участвовал в чемпионатах мира среди юниоров. Лучшими достижениями на молодёжном уровне в карьере Янова стали 6-е место в эстафете на мировом первенстве 2007 года и 10-е место в эстафетной гонке на чемпионате мира год спустя. В индивидуальных гонках наивысшим достижением Вита стало 13-е место в гонке преследования в 2007 году.
На чемпионатах Европы Вит принял участие в 23-х гонках, но ни разу не смог подняться на пьедестал почёта, трижды занимая 5-е место (дважды в эстафете и один раз в гонке преследования). Сезон 2015/16 стал для Янова последним на крупном международном уровне.

## Кубок мира
На этапах Кубка мира Вит дебютировал в 2010 году в норвежском Хольменколлене. В спринте молодой чешский биатлонист занял 52-е место, а в гонке преследования Янов занял 53-е место. В следующем сезоне Вит принял участие в этапе словенской Поклюке, но результаты также были не самыми лучшими. В индивидуальной гонке он занял 75-е место, а в спринте 65-е. В том же сезоне был заявлен на этапе в Рупольдинге, но в итоге на старт не вышел.
Следующего старта в Кубке мира Виту пришлось ждать более 2-х лет. В марте 2013 года Янов принял участие в этапе в Сочи. Начало этапа сложилось для чеха не очень удачно, в индивидуальной гонке Вит занял лишь 75-е место, но в спринте Вит смог завоевать свои первые кубковые очки, заняв 39-е место. На следующий день Вит был включён в состав сборной Чехии для участия в эстафетной гонке. Янова поставили на третий этап, который он прошёл, потратив 4-е дополнительных патрона. На финиш сборная Чехии пришла третьими и Вит стал обладателем своей первой награды на этапах Кубка мира. На следующем этапе Кубка мира в Ханты-Мансийске Вит принял участие в спринте и занял там 71-е место.

### Результаты выступлений в Кубке мира
| 2013/14 Итоги | 2013/14 Итоги | Эстерсунд | Эстерсунд | Эстерсунд | Эстерсунд | Хохфильцен | Хохфильцен | Хохфильцен | Анси | Анси | Анси | Оберхоф | Оберхоф | Оберхоф | Рупольдинг | Рупольдинг | Рупольдинг | Антхольц | Антхольц | Антхольц | Зимние Олимпийские Игры | Зимние Олимпийские Игры | Зимние Олимпийские Игры | Зимние Олимпийские Игры | Зимние Олимпийские Игры | Зимние Олимпийские Игры | Поклюка | Поклюка | Поклюка | Контиолахти | Контиолахти | Контиолахти | Холменколлен | Холменколлен | Холменколлен |
| Очков         | Место         | См        | Инд       | Спр       | Пр        | Спр        | Эст        | Пр         | Эст  | Спр  | Пр   | Спр     | Пр      | МС      | Эст        | Инд        | Пр         | Спр      | Пр       | Эст      | См                      | Спр                     | Пр                      | Инд                     | Эст                     | МС                      | Спр     | Пр      | МС      | См          | Спр         | Пр          | Спр          | Пр           | МС           |
| 0             | —             | —         | —         | —         | —         | 41         | —          | 57         | —    | —    | —    | —       | —       | —       | —          | —          | —          | —        | —        | —        | —                       | —                       | —                       | —                       | —                       | —                       | —       | —       | —       | —           | —           | —           | —            | —            | —            |

| 2012/13 Итоги | 2012/13 Итоги | Эстерсунд | Эстерсунд | Эстерсунд | Эстерсунд | Хохфильцен | Хохфильцен | Хохфильцен | Поклюка | Поклюка | Поклюка | Оберхоф | Оберхоф | Оберхоф | Рупольдинг | Рупольдинг | Рупольдинг | Антхольц | Антхольц | Антхольц | ЧМ Нове-Место | ЧМ Нове-Место | ЧМ Нове-Место | ЧМ Нове-Место | ЧМ Нове-Место | ЧМ Нове-Место | Холменколлен | Холменколлен | Холменколлен | Сочи | Сочи | Сочи | Ханты-Мансийск | Ханты-Мансийск | Ханты-Мансийск |
| Очков         | Место         | См        | Инд       | Спр       | Пр        | Спр        | Пр         | Эст        | Спр     | Пр      | МС      | Эст     | Спр     | Пр      | Эст        | Спр        | МС         | Спр      | Пр       | Эст      | См            | Спр           | Пр            | Инд           | Эст           | МС            | Спр          | Пр           | МС           | Инд  | Спр  | Эст  | Спр            | Пр             | МС             |
| 2             | 100           | —         | —         | —         | —         | —          | —          | —          | —       | —       | —       | —       | —       | —       | —          | —          | —          | —        | —        | —        | —             | —             | —             | —             | —             | —             | —            | —            | —            | 75   | 39   | 3    | 71             | —              | —              |